# Zjednoczenie Polskie w Helsinkach
Zjednoczenie Polskie w Helsinkach (fin. Helsingin Puolalaisyhdistys) – stowarzyszenie Polaków w Finlandii założone w 1917 w Helsinkach, największa organizacja polonijna w kraju. 

## Historia
Zjednoczenie Polskie w Helsinkach powstało w 1917, na kilka miesięcy przed ogłoszeniem przez Finlandię niepodległości. Założone zostało przez niewielkie grono ludności cywilnej polskiego pochodzenia, a także kilkutysięczną grupę polskich oficerów i żołnierzy służących w armii carskiej stacjonującej w Helsinkach. Działalność Zjednoczenia Polskiego w pierwszej dekadzie wyrażała się głównie w kultywowaniu polskich zwyczajów, obchodzeniu rocznic narodowych i organizowaniu występów artystycznych. 
W 1928 roku stowarzyszenie zostało zarejestrowane przez władze fińskie. W latach trzydziestych Zjednoczenie Polskie blisko współpracowało ze Światpolem. Po wybuchu II wojny światowej członkowie stowarzyszenia przeprowadzili zbiórkę pieniędzy na pomoc medyczną dla mieszkańców Polski, udzielali także pomocy uciekinierom. W czasie II wojny światowej działalność stowarzyszenia została zawieszona.  Zjednoczenie Polskie powróciło do swych aktywności w 1946 roku. Nawiązano wówczas kontakty z ambasadą rządu w Warszawie. W 1959 roku stowarzyszeniu udostępniono pomieszczenia w nowo wybudowanym domu parafialnym katedry św. Henryka, z których korzystna ono do tej pory. 
W 1976 roku stowarzyszenie odnowiło kontakt z ambasadą PRL jednak w okresie stanu wojennego wysłało oficjalny protest do generała Wojciecha Jaruzelskiego. W latach osiemdziesiątych XX wieku organizowano spotkania towarzyskie, projekcie filmów polskich, pikniki poza Helsinkami, odczyty, a także zniżkowe wyjazdy do Polski. Udało się reaktywować działalność Kółka Pań. Powstała drużyna piłkarska Polonia Helsinki. W 1992 roku stowarzyszenie świętowało swoje 75 urodziny. Od 1998 roku Zjednoczenie Polskie jest członkiem Europejskej Unii Wspólnot Polonijnych, a od roku 2002 członkiem Rady Polonii Świata. 
Celem stowarzyszenia jest tworzenie, utrzymywanie i wzmacnianie łączności wśród Polaków zamieszkałych w Finlandii przez działalność narodową i kulturalną. Obecnie na czele zarządu stowarzyszenia stoi Michał Zieliński. Działa w nim około 300 osób. Zjednoczenie Polskie posiada filię w Turku, powstałą w 2001 z inicjatywy grupy Polaków na stałe mieszkających w tym mieście i jego okolicach. 
Zasłużonym prezesem stowarzyszenia był przez kilka dekad Władysław Wnuk. 